# Geraniumolja
Geraniumolja, Oleum gerantii, är en eterisk olja som utvinns från flera arter av släktet Pelargonium, företrädesvis från Pelargonium odoratissimum, Pelargonium capitatum och Pelargonium roseum. Dessa arter odlas i stor omfattning i Algeriet, Spanien, Frankrike och på ön Réunion.

## Utvinning
Oljan finns i växternas gröna delar och utvinns genom destillation, där utbytet blir 0,15 – 0,33 %. Till färgen är geraniumoljan brunaktig, grön eller färglös och har en behaglig, om rosor påminnande doft. Den har varierande egenskaper beroende på ursprunget och den bästa oljan anses komma från Spanien. Den från Réunion kommande oljan, även kallad Bourbonolja, har en kryddartad doft.
En liknande olja, så kallad turkisk geraniumolja, utvinns av det indiska gräset Andropogon schoenanthus och har även kallats palmarosaolja. Från Bulgarien har vidare kommit en äkta geraniumolja som utvinns av bladen från Geranium macrorhizum.

## Användning
Geraniumoljorna innehåller geraniol och citronellol. Geraniol och dess föreningar används inom parfymindustrin samt vid tvåltillverkning och vid förfalskning av rosenolja. Även geraniumolja förfalskas och då med användning av terpentinolja, cederträolja och andra liknande oljor. 